# Jef Mermans
Josephus Antoon Louisa Mermans, dit Jef Mermans, est un footballeur international belge né le 16 février 1922 à Merksem et mort le 20 janvier 1996 à Wildert en Belgique.

## Biographie
Surnommé Le Bombardier, il a joué la majeure partie de sa carrière à Anderlecht avec qui il a remporté sept championnats de Belgique et a fini trois fois meilleur buteur de cette compétition. Il est le deuxième meilleur buteur de tous les temps du championnat de Belgique, avec 365 buts marqués en 399 matches.
Il a joué 56 matchs avec l'équipe nationale belge et a marqué 27 buts ce qui fait de lui le quatrième meilleur buteur de l'histoire du football belge. Il a participé à la coupe du monde 1954 en Suisse où l'équipe belge a été éliminée au premier tour.
Jef Mermans est mort le samedi 20 janvier  1996. Le stade de Merksem honore son nom.

## Palmarès
- Champion de Belgique en 1947, 1949, 1950, 1951, 1954, 1955 et 1956 avec le RSC Anderlecht
- Meilleur buteur du Championnat de Belgique en 1947 (39 buts), 1948 (23 buts)[6] et 1950 (37 buts)